# Moti di Lunigiana
I moti di Lunigiana furono un'agitazione di carattere insurrezionale iniziata il 13 gennaio 1894 a Carrara come sciopero di protesta contro la proclamazione dello stato d'assedio in Sicilia e in solidarietà con gli esponenti dei Fasci siciliani arrestati per ordine del governo presieduto da Francesco Crispi. L'agitazione venne duramente repressa con la proclamazione dello stato d'assedio in tutta la Lunigiana.

## Premesse
Nel corso del 1893, a causa della grave crisi economica, in tutta la Sicilia si erano andate sviluppando associazioni di operai e contadini, note come Fasci siciliani che avevano raggiunto i 300-350 000 associati verso la fine dell'anno. 

Durante il governo di Giovanni Giolitti (1892-1893) il movimento di protesta era stato tollerato ma il ritorno al potere di Francesco Crispi nel dicembre 1893 segnò una drastica inversione di tendenza.

Il 13 gennaio 1894 il governo proclamò lo stato d'assedio in tutta la Sicilia procedendo a una durissima repressione.

## I Moti
Lo stesso 13 gennaio a Carrara, dove forte era l'influenza degli anarchici, venne proclamato uno sciopero generale per protestare contro la proclamazione dello stato d'assedio e per esprimere solidarietà agli arrestati.
Lo sciopero assunse rapidamente toni insurrezionali: vennero erette barricate e interrotte le linee telegrafiche e si registrarono diversi scontri tra i dimostranti e la polizia. Ad Avenza, il 13, rimasero uccisi il Carabiniere Celso Botolini e un dimostrante, mentre fu ferito il Vice Brigadiere Luigi Mugnaini, che comandava la locale Stazione dell'Arma; il 15 si ebbe un secondo scontro con la cavalleria che provocò un morto tra gli insorti. Lo scontro più grave accadde il 16, quando una colonna di 400 dimostranti si scontrò con un reparto militare davanti alla caserma Dogali di Carrara: otto dimostranti rimasero uccisi e si ebbero molti feriti. 

Il 16 gennaio Crispi presentò al re il decreto per proclamare lo stato d'assedio in Lunigiana con una relazione che, tra l'altro, diceva:
(Relazione al decreto di proclamazione dello stato d'assedio)
Venne nominato come commissario straordinario per la Lunigiana il maggiore generale Nicola Heusch che ristabilì l'ordine con estrema durezza, procedette all'arresto per sedizione di circa 300 persone (209 ritenuti anarchici) che vennero deferiti ai tribunali militari.

## Conseguenze
Principale responsabile del moto venne ritenuto l'anarchico Luigi Molinari che, nei mesi precedenti, aveva tenuto alcune conferenze a Carrara. Molinari venne condannato a 23 anni di reclusione e tre anni di segregazione cellulare. L'enormità della sentenza (Molinari non si trovava in Lunigiana durante i moti) provocò forte disagio anche nell'opinione pubblica moderata. L'on. Matteo Imbriani presentò un'interpellanza in Parlamento e Il Giornale di Brescia, ispirato dall'on. Zanardelli espresse profondo disagio. I tribunali militari distribuirono centinaia di anni di carcere ai presunti responsabili.
Nel corso del 1894, dopo il fallito attentato dell'anarchico Paolo Lega ai suoi danni, Crispi varò una serie di dure leggi repressive (note come leggi anti-anarchiche) che portarono allo scioglimento di tutte le organizzazioni anarchiche e socialiste, incluso lo stesso Partito Socialista Italiano.
Solo dopo la caduta di Crispi nel 1896 venne varata una amnistia che attenuò le sentenze dei tribunali militari.